# Rutte (Waffe)
Die Rutte oder Rütte, um 1300 erwähnt, war ein mittelalterliches Belagerungsgerät, das zu einem horizontalen Schuss bestimmt war.

## Beschreibung
Die Rutte bestand aus einem senkrecht stehenden Balken, an dessen hinterer Fläche eine starke stählerne Schnepperfeder mit dem einen Ende befestigt war, deren anderes Ende mit Hilfe einer Winde rückwärts gebogen werden konnte. In einer Aushöhlung  des oberen Balkenrandes legte man den nach hinten etwas über die Balkenfläche hinausragenden Pfeil oder Bolzen, der vorn durch eine eiserne Gabel gestützt wurde. Die Gabel konnte ihrerseits wiederum dazu benutzt werden, dem Geschoss eine bestimmte Richtung zu geben. Wurde nun die Feder aus ihrer zurückgebogenen Lage losgelassen, so schnellte sie in ihre ursprüngliche Lage zurück, schlug mit Gewalt gegen das hintere Ende des Geschosses und schleuderte dieses vorwärts.
Die Rutte wurde vor allem zum Verschießen von Brandgeschossen verwendet.